# Райниш, Рика
Рика Райниш (род. 4 апреля 1965 года, Зайфхеннерсдорф) — восточногерманская пловчиха (плавание на спине), трёхкратная чемпионка Олимпийских игр 1980 года в Москве, неоднократная рекордсменка мира.
Впервые проявила себя как многообещающая спортсменка в восьмилетнем возрасте, благодаря чему была принята в Дрезденскую спортивную школу. В 12-летнем возрасте имела в плавании 100 м на спине результат 1:14,3. В 14-летнем возрасте с результатом 1:04,84 вошла в двадцатку сильнейших пловчих мира на этой дистанции.
В 15-летнем возрасте на Олимпиаде в Москве завоевала три золотые медали (дистанции 100 и 200 м на спине, комбинированная эстафета 4х100 м).
После Олимпиады 1980 года ушла из большого спорта по настоянию матери, которая опасалась, что употребление стероидов нанесёт вред здоровью дочери.

## Мировые рекорды
Источник: www.swim-city.com.
| Дата       | Дисциплина     | Спортсмен    | Страна | Рекорд  | Где установлен |
| ---------- | -------------- | ------------ | ------ | ------- | -------------- |
| 20.07.1980 | 100 м на спине | Райниш, Рика | ГДР    | 1:01.51 | Москва         |
| 22.07.1980 | 100 м на спине | Райниш, Рика | ГДР    | 1:01.50 | Москва         |
| 23.07.1980 | 100 м на спине | Райниш, Рика | ГДР    | 1:00.86 | Москва         |
| 27.07.1980 | 200 м на спине | Райниш, Рика | ГДР    | 2:13.00 | Москва         |
| 27.07.1980 | 200 м на спине | Райниш, Рика | ГДР    | 2:11.77 | Москва         |